# Saint-Pierre-des-Bois
Saint-Pierre-des-Bois település Franciaországban, Sarthe megyében. Lakosainak száma 225 fő (2022. január 1.). Saint-Pierre-des-Bois Saint-Christophe-en-Champagne, Vallon-sur-Gée és Chantenay-Villedieu községekkel határos.

## Népesség
A település népessége az elmúlt években az alábbi módon változott:
| Lakosok száma | 232  | 238  | 240  | 235  | 233  | 234  | 232  | 230  | 225  |
|               | 2013 | 2015 | 2016 | 2017 | 2018 | 2019 | 2020 | 2021 | 2022 |